# Triptognathus atripes
Triptognathus atripes är en stekelart som först beskrevs av Johann Ludwig Christian Gravenhorst 1820.  Triptognathus atripes ingår i släktet Triptognathus och familjen brokparasitsteklar. Arten är reproducerande i Sverige. Utöver nominatformen finns också underarten T. a. impressus.